# Metal Skin Panic Madox-01
Metal Skin Panic MADOX-01 (メタルスキンパニック MADOX-01, Metaru Sukin Panikku Madokkusu Zero Wan) est un film d'animation japonais OAV (sorti directement en vidéo), réalisé par Shinji Aramaki, sorti en 1987 au Japon.

## Synopsis
Un jeune mécanicien, Koji Kondo, tombe par hasard sur une armure de combat anti-tank Madox-01, égaré par l’armée. Sans préparation, Koji se retrouve coincé dans le cockpit et doit en prendre les commandes. L’armée, pensant que c’est un acte hostile, va tout faire pour l’arrêter, alors qu’il s’agit d’un malentendu.

## Fiche technique
- Titre : Metal Skin Panic Madox-01
- Réalisation : Shinji Aramaki
- Scénario : Shinji Aramaki
- Musique : Ken Yajima
- Pays d'origine :  Japon
- Année de production : 1987
- Genre : science-fiction, mecha
- Durée : 45 minutes
- Dates de sortie française : non sortie